# Daniel Cardon de Lichtbuer
 (juillet 2022).
Si vous disposez d'ouvrages ou d'articles de référence ou si vous connaissez des sites web de qualité traitant du thème abordé ici, merci de compléter l'article en donnant les références utiles à sa vérifiabilité et en les liant à la section « Notes et références ».
Le baron Daniel Cardon de Lichtbuer (pour l'état civil Baron Daniel, Marie, Lucien, Norbert Cardon de Lichtbuer), né le 16 novembre 1930 à Brasschaat et mort le 26 juillet 2022, est un banquier belge.
Daniel Cardon de Lichtbuer est docteur en droit, licencié en sciences économiques appliquées.

## Mandats
- président honoraire de la Banque Bruxelles Lambert
- chef de cabinet près la Haute Autorité de la Communauté européenne du charbon et de l'acier
- chef de cabinet près la Commission de la Communauté économique européenne
- directeur-général honoraire de la Commission de la Communauté économique européenne
- président de Child Focus
- président de la Ligue européenne de Coopération économique
- président de la Commission belge pour le corporate governance
- président exécutif d'Europa Nostra
- président de l'Association royale des demeures historiques et jardins de Belgique de 2003 à 2013

## Décorations
- commandeur de l'ordre de la Couronne
- Officier de l'ordre de Léopold II
- chevalier de l'ordre de Léopold
- officier de l'ordre du Mérite de la République italienne

## Titre de noblesse
Déjà écuyer, Daniel Cardon de Lichtbuer est élevé au rang de baron par le roi Albert II de Belgique en 1998.